# Parafia Najświętszej Maryi Panny Matki Kościoła w Rudniku nad Sanem
Parafia pw. NMP Matki Kościoła w Rudniku nad Sanem – parafia rzymskokatolicka znajdująca się w diecezji sandomierskiej w dekanacie Rudnik nad Sanem. Została utworzona 16 czerwca 1987 z terenu parafii pw. Trójcy Przenajświętszej.